# Ramón Gotarredona Prats
Ramón Gotarredona Prats (Eivissa, 1898 - Palma, 14 d'octubre de 1968) va ser un militar eivissenc, cap de l'Estat major de l'Exèrcit de Terra durant el franquisme.

## Biografia
Nascut a Eivissa en 1898, va ingressar en l'Acadèmia d'Infanteria de Toledo en 1913 Es va llicenciar amb el rang de capità, ocupant diverses destinacions en la península i el nord d'Àfrica. Va arribar a participar en la guerra del Marroc. En 1936, a l'esclat de la Guerra civil, es va unir a les forces revoltades. El novembre de 1937 va ser nomenat cap d'Estat Major de la 1a. Divisió de Navarra, amb la qual va participar en les batalles de Terol, Aragó i Llevant.
Durant la Dictadura franquista va continuar la seva carrera militar, exercint diversos llocs. Considerat una persona de caràcter estricte i tendències germanòfiles, durant la seva etapa com a comandant general de Melilla va adquirir fama per les seves obsessions i per la seva vehemència verbal en el tracte als seus subordinats. En 1961 va ser nomenat Capità general de Canàries, assumint el comandament de totes les forces de terra, mar i aire de l'arxipèlag. Va aconseguir el rang de tinent general.
En 1962 va ser nomenat Cap d'Estat Major de l'Exèrcit de Terra, a les ordres del ministre de l'Exèrcit. En aquest període va mantenir nombrosos conflictes en el ministeri a causa de la seva vehemència verbal. En 1963 seria substituït pel general Rafael Cavanillas Prosper. Durant algun temps també va arribar a dirigir la revista Ejército.
Va morir a l'hospital militar de Palma el 14 d'octubre de 1968.